# Heterostegane bilineata
Heterostegane bilineata är en fjärilsart som beskrevs av Butler 1883. Heterostegane bilineata ingår i släktet Heterostegane och familjen mätare. Inga underarter finns listade i Catalogue of Life.